# Epidendrum tenax
Epidendrum tenax är en orkidéart som beskrevs av Heinrich Gustav Reichenbach. Epidendrum tenax ingår i släktet Epidendrum och familjen orkidéer. Inga underarter finns listade i Catalogue of Life.